# Didymoctenia
Didymoctenia är ett släkte av fjärilar. Didymoctenia ingår i familjen mätare.
Kladogram enligt Catalogue of Life:
| Didymoctenia | \| \| Didymoctenia disposita \| \| \| \| \| \| Didymoctenia exsuperata \| \| \| \| |
|              | \| \| Didymoctenia disposita \| \| \| \| \| \| Didymoctenia exsuperata \| \| \| \| |
|              | Didymoctenia disposita                                                             |
|              |                                                                                    |
|              | Didymoctenia exsuperata                                                            |
|              |                                                                                    |

## Bildgalleri

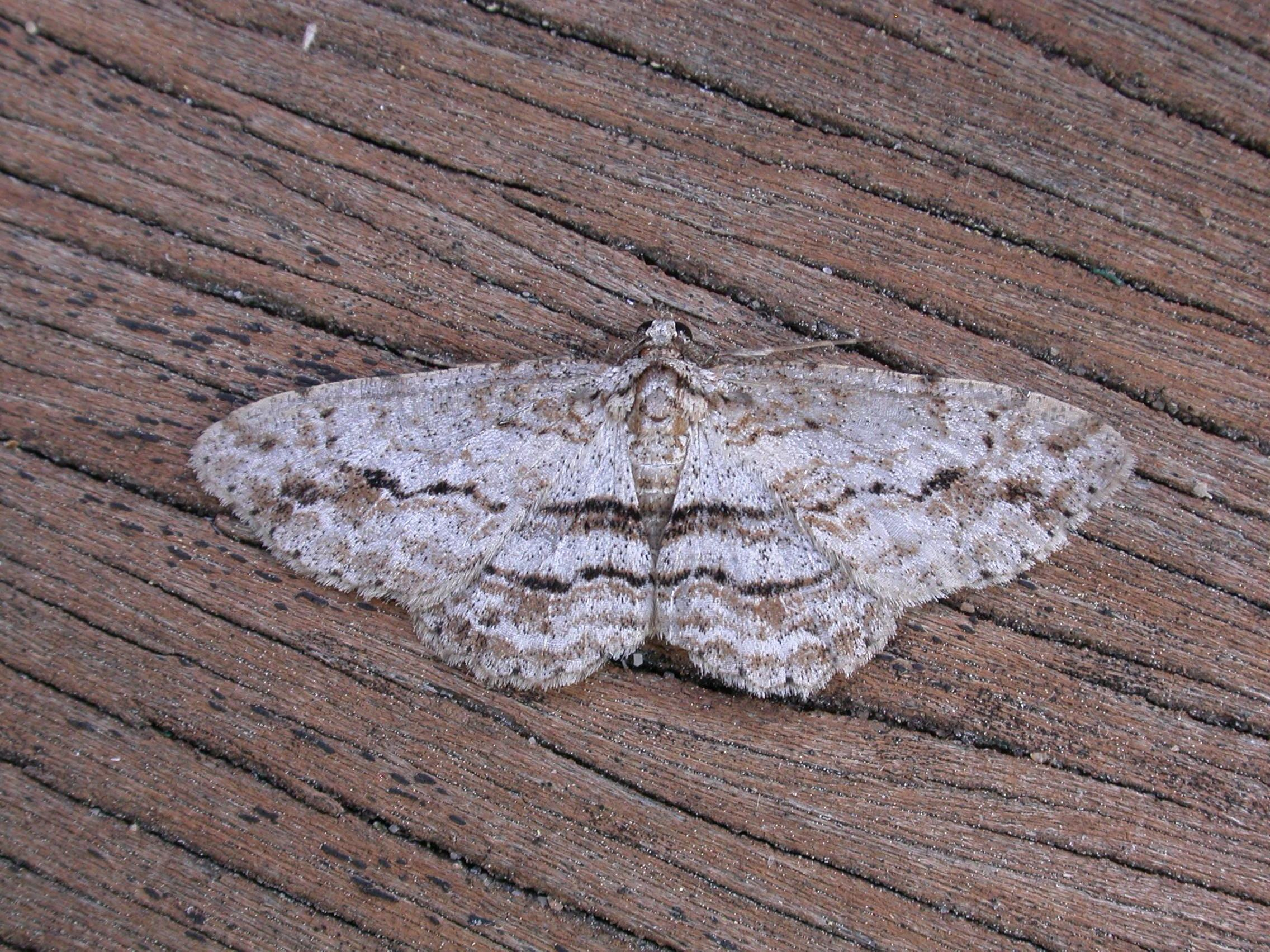
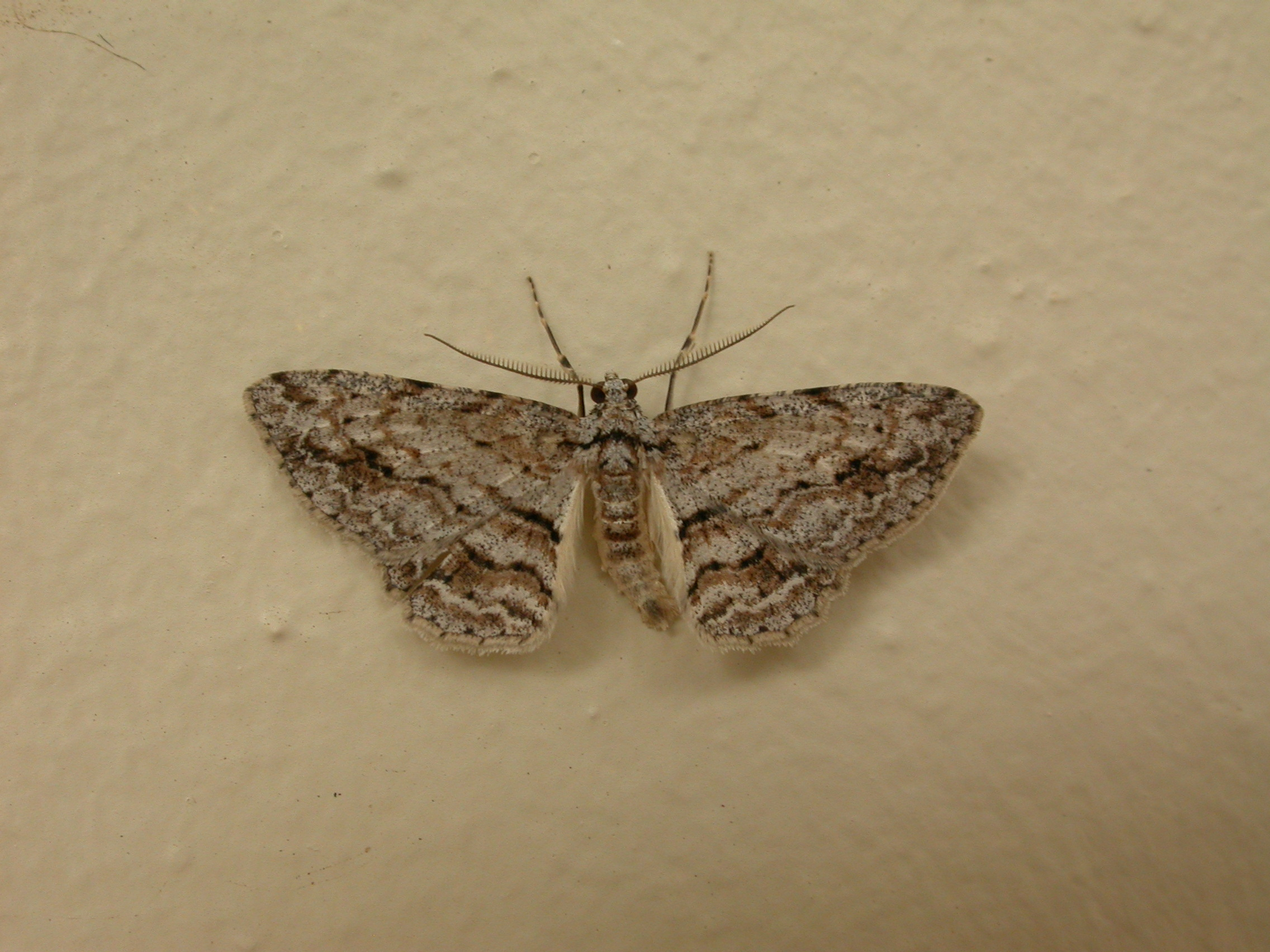
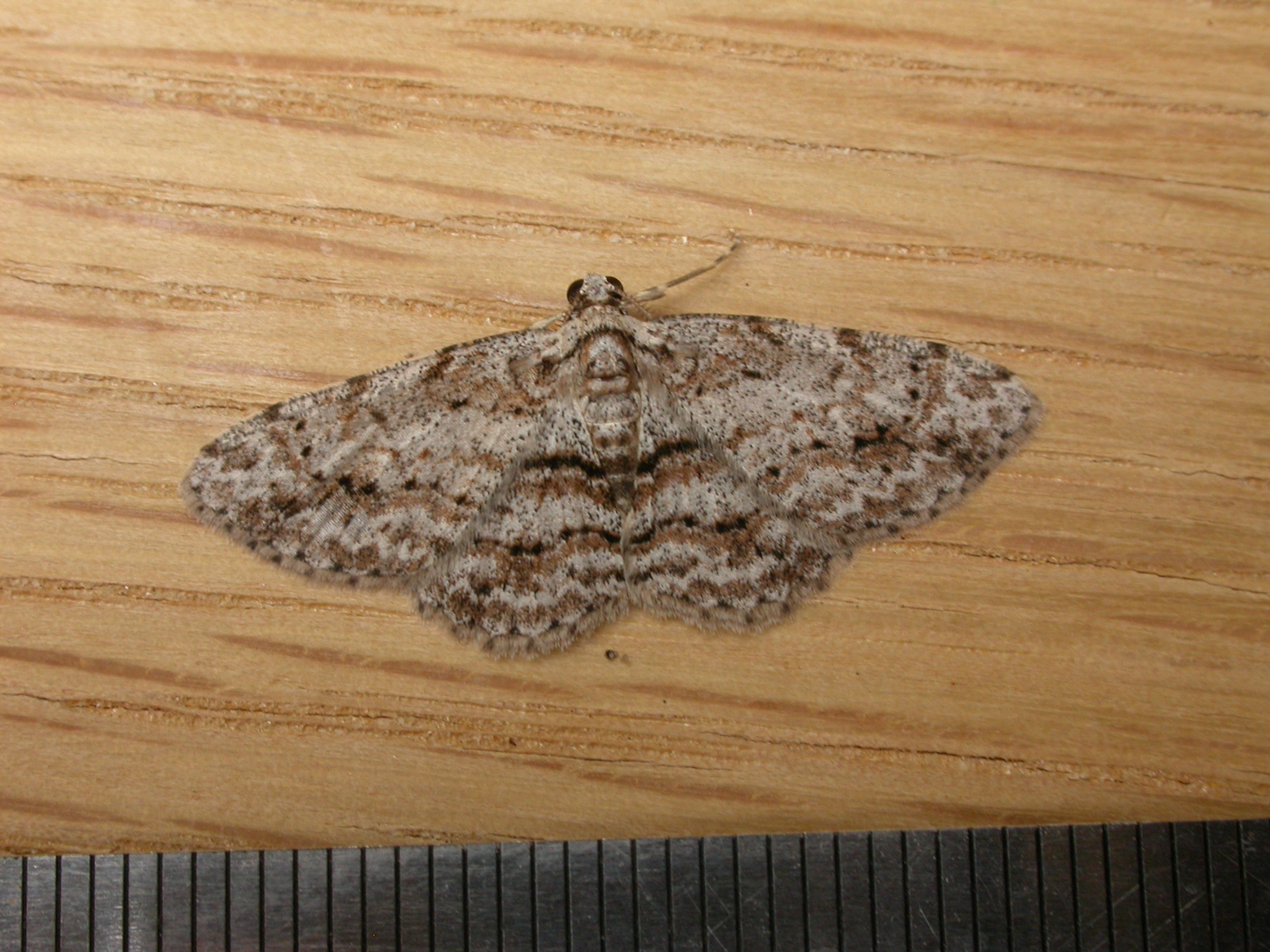
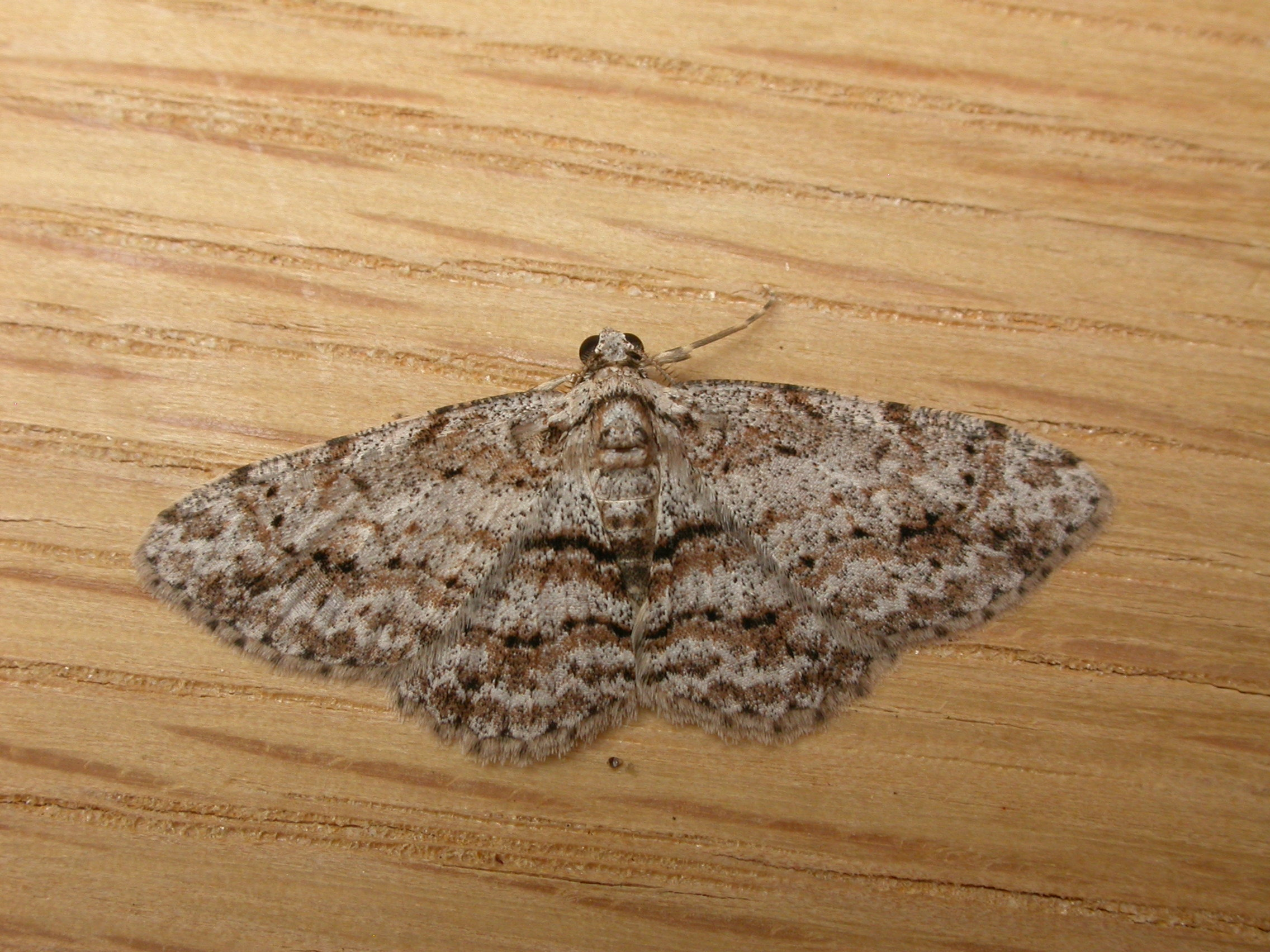
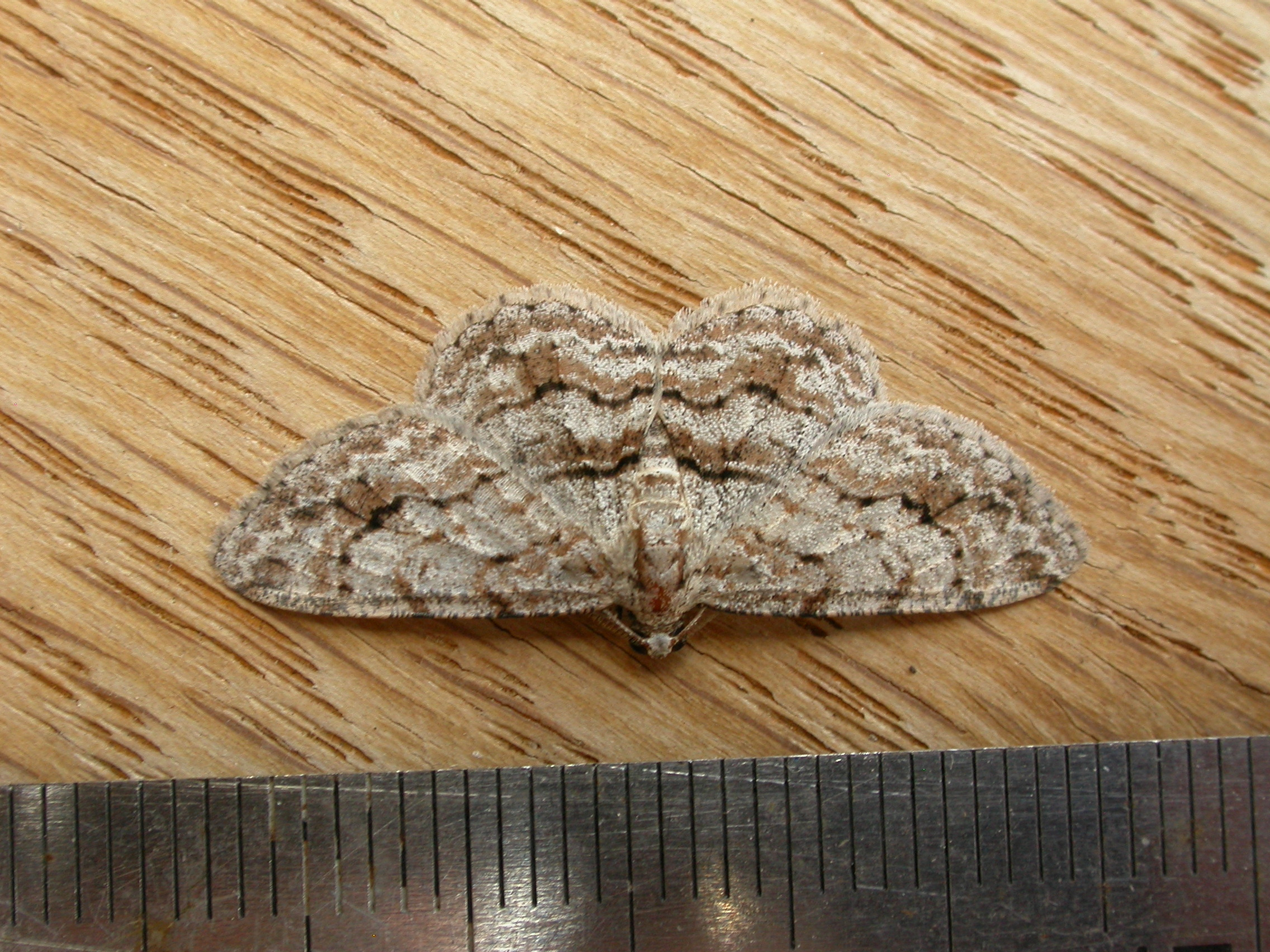
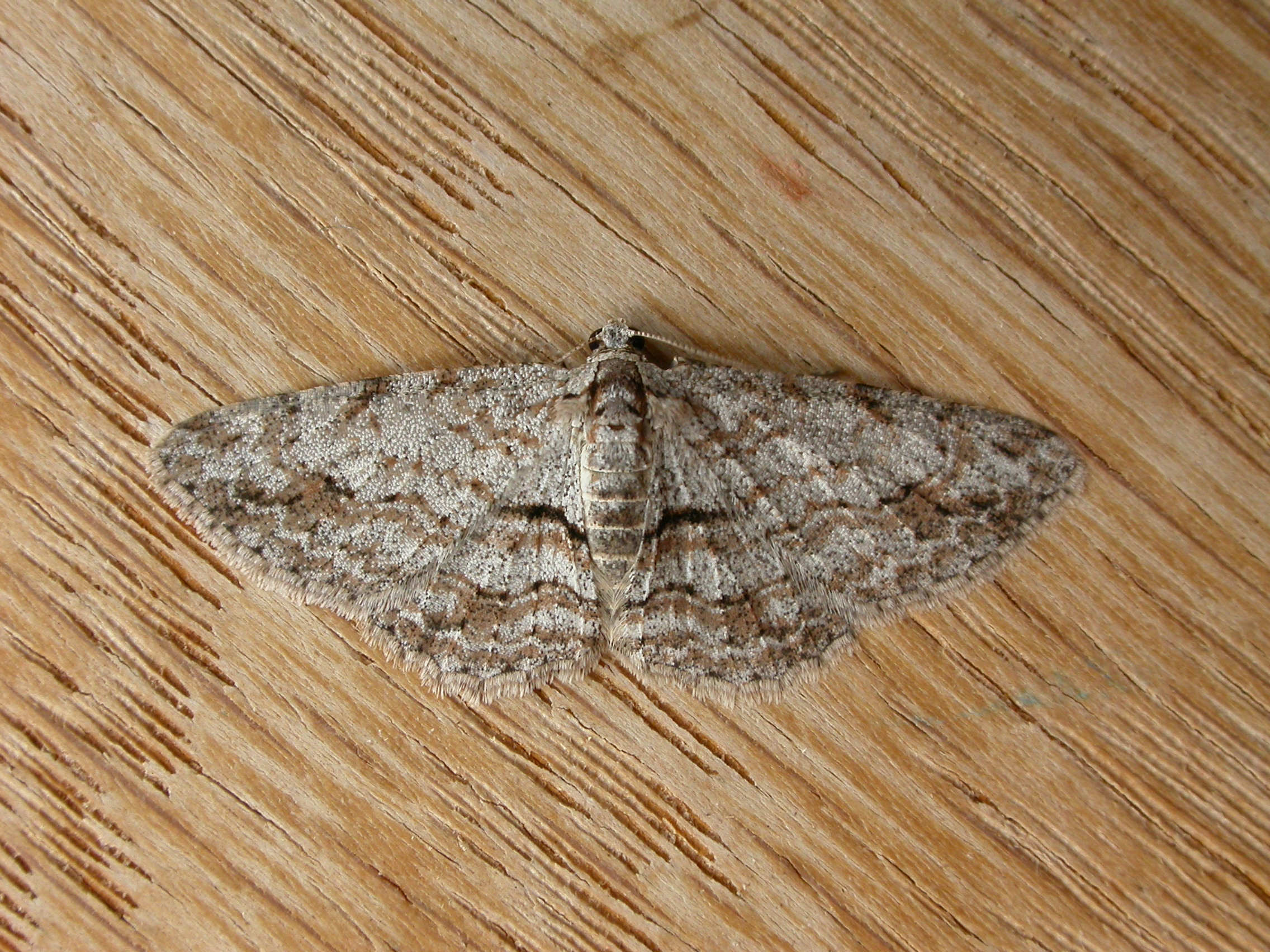